# ملعب أولسان
ملعب أولسان (بالإنجليزية: Ulsan Stadium)‏ هو ملعب كرة قدم متعدد الأغراض يقع في أولسان، كوريا الجنوبية، يتسع لـ 19,665 متفرج.

## التاريخ
تم وضع حجر الأساس للملعب في يونيو 1, 1978. افتتح الملعب في 2005.